# Juan Pérez de Pineda
Juan Pérez de Pineda (* um 1500 in Montilla; † 1567 in Paris) war ein spanischer evangelischer Theologe und Autor.

## Leben

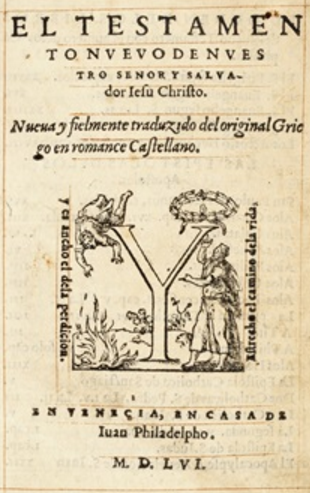
Titelseite aus dem gedruckten Nuevo Testamento (1556)

Juan Pérez de Pineda studierte wahrscheinlich wie viele weitere spanische Protestanten, etwa Juan Gil, an der Universität Alcalá de Henares. Sicher ist, das er promovierte, was darauf hindeutet, dass er eine universitäre Ausbildung im spanischen Königreich erhalten hatte. Später unterrichtete de Pineda am Casa de la Doctrina de los Niños in Sevilla. Seit 1545 galt es als ein Zentrum der sich reformierenden katholischen Kirche. 
Pérez de Pineda stand in enger Beziehung zu Juan Gil, dem spanischen Protestanten, der die Rückkehr zu den Ursprüngen des Evangeliums verteidigte. Um der spanischen Inquisition zu entfliehen, floh Pérez de Pineda nach Genf, nachdem sein Freund Juan Gil 1551 verhaftet worden war. In Genf wurde die Übersetzung des Nuevo Testamento gedruckt; ihm halfen bei der Bewältigung dieser Aufgabe Francisco de Enzinas und Juan de Valdés. Julián Hernández († 1560) schmuggelte zwischen 1550 und 1559 eine Vielzahl von Büchern des Nuevo Testamento in Holzfässern nach Spanien.
Im Oktober 1558 wurde Pérez de Pineda in das Register der Einwohner der Stadt Genf aufgenommen; bis zu diesem Zeitpunkt sind mehrere Aufenthalte in Genf verbürgt. 1562 verließ de Pineda Genf und ging nach Blois, wo er bis zum 19. März 1563 blieb. Es folgten ein Aufenthalt in Paris, das er nach einigen Monaten verließ, und auch im elisabethanischen England blieb er nur kurz. Er ging zu Juan Morillo nach Frankfurt am Main, von dort nach Antwerpen. Pérez de Pineda unternahm in diesen Jahren viele Reisen, die im Dienste der reformierten Sache standen. In der Folge blieb er zwei Jahre in Frankfurt, übte sein calvinistisches Wirken in der Gemeinde aus und beteiligte sich aktiv am Leben der Stadt am Main. Im Frühling 1566 baten die Calvinisten von Antwerpen die Herzogin von Ferrara, Renée de France, ihn nach Antwerpen reisen zu lassen, um seinen Dienst als calvinistischer Pastor auszuüben.

## Werke
- Breve tratado de la doctrina Antigua de Dios, y de la nueua de los hombres, util y necessario para todo fiel Christiano, […], [Genève], 1560. [Breve tratado de doctrina, RAE, VII].
- Breve sumario de indulgencias, [RAE, XIX].
- El testamento nuevo de nuestro Senor y salvador Iesu Christo. Nueva y fielmente traduzido del original Griego en romance Castellano. En Venecia, en casa de luan Philadelpho, MDLVI [= Genève, 1556].
- Sumario breve de la doctrina Christiana hecho por via de pregunta, y respuesta, en manera de coloquio, para que assi la aprendan los niños con mas facilidad, y saque della mayor fructo. En que tambien se enseña como se han de aprouechar della los que la leyeren. Compuesto por el Doctor Juan Perez. Fue impresso en Venecia, en casa de Pietro Daniel, MDLVI [Genève, 1556]. 1852, RAE, VII.
- Breve tratado de la doctrina antigua de Dios, y de la nueva de los hombres, util y necessario para todo fiel Christiano, 1560
- Los psalmos de David con sus sumarios, en que se declara con brevedad lo contenido en cada Psalmo, agora nueva y fielmente traduzidos en romane Castellano por el doctor Iuan Perez, conforme a la verdad de la lengua Sancta […]. En Venecia en casa de Pedro Daniel. MDLVII [Genève, 1557].
- Carta embiada a nuestro augustissimo senor principe don Philippe, Rey de España en que se declaran las causas de las guerras y calamidades presentes y se descubren los medios y artes con que son robados los Españoles, y las mas vezes muertos cuanto al cuerpo y cuanto al anima... [Genève, 1557].[ ed. moderne, Usoz y Rio, Imagen del Anticristo y Carta a Felipe II. RAE, III].
- Dos informaciones muy útiles, la una dirigida a la Magestad del Emperador Carlo quinto deste nombre: y la otra, a los Estados del Imperio. Y ahora presentadas al Catholico Rey don Philippe su hijo […], [Genève], 1559.
- Epistola para consolar a los fieles de Jesu Christo que padecen persecucion por la confession de su nombre en que se declara el poposito y buena voluntad de Dios para con ellos, y son confirmados contra las tentaciones y horrores de la muerte y enseñados como se han de regir en todo tiempo prospero y adverso, MDLX (s. l.) [Genève], 1560. Reed. Epístola Consolatoria. RAE, II, 1848, Madrid; rééd. facsimil., Barcelone, 1981.